# خوليو غارسيا (لاعب كرة قدم)
خوليو غارسيا (بالإسبانية: Julio Garcia)‏ (17 يوليو 1989 بغوادالاخارا في المكسيك - ) هو لاعب كرة قدم مكسيكي في مركز الوسط. لعب مع سان أنتونيو سكوربيونز.

## وصلات خارجية
- خوليو غارسيا على موقع قاعدة بيانات كرة القدم.إي يو (الإنجليزية)